# Sant Gabriel de Grions
Sant Gabriel de Grions és una església neoclàssica de Sant Feliu de Buixalleu (Selva) protegida com a Bé Cultural d'Interès Local.

## Descripció
Edifici religiós situat al barri de Grions, al terme municipal de Sant Feliu de Buixalleu.
L'església consta d'una sola nau.
A la façana principal trobem la porta d'entrada amb un arc rebaixat molt pla, i a sobre hi ha un ull de bou. A cada costat de l'ull de bou hi ha una finestra amb arc ogival. El coronament de la façana principal recorda la forma d'un frontó clàssic.
El campanar, adossat a la part esquerra, té una estructura de planta quadrada amb coronament octogonal i quatre obertures en arc de mig punt, a manera de balconada.
Al costat de l'església hi ha la rectoria i el cementiri.
La façana està arrebossada i pintada de color blanc, deixant visible una cadena cantonera de carreus.

## Història
La primera notícia sobre l'església parroquial de Sant Gabriel de Grions és un document del 1185 en el que s'inclou dins les possessions del monestir de Breda. Aquest fet es confirmà en una butlla del 1246 del Papa Innocenci IV.
De l'edificació primitiva no en queda res, ja que ha estat enormement modificada amb el temps. El temple actual és una obra del segle xix.